# St Donats
Ne doit pas être confondu avec Welsh St Donats.
St Donats (en anglais) ou Sain Dunwyd (en gallois) est un village et une communauté du Vale of Glamorgan, au pays de Galles. Il est situé dans le sud-ouest du borough de comté, près du littoral du canal de Bristol, juste à l'ouest de la ville de Llantwit Major.
Il abrite notamment un château médiéval occupé depuis 1962 par l'Atlantic College des United World Colleges.

## Démographie
Au recensement de 2011, la communauté de St Donats, qui comprend aussi les villages et hameaux de Marcross (en) et Monknash, comptait 732 habitants.